# Vrouwelijke Volksbeschermingseenheden

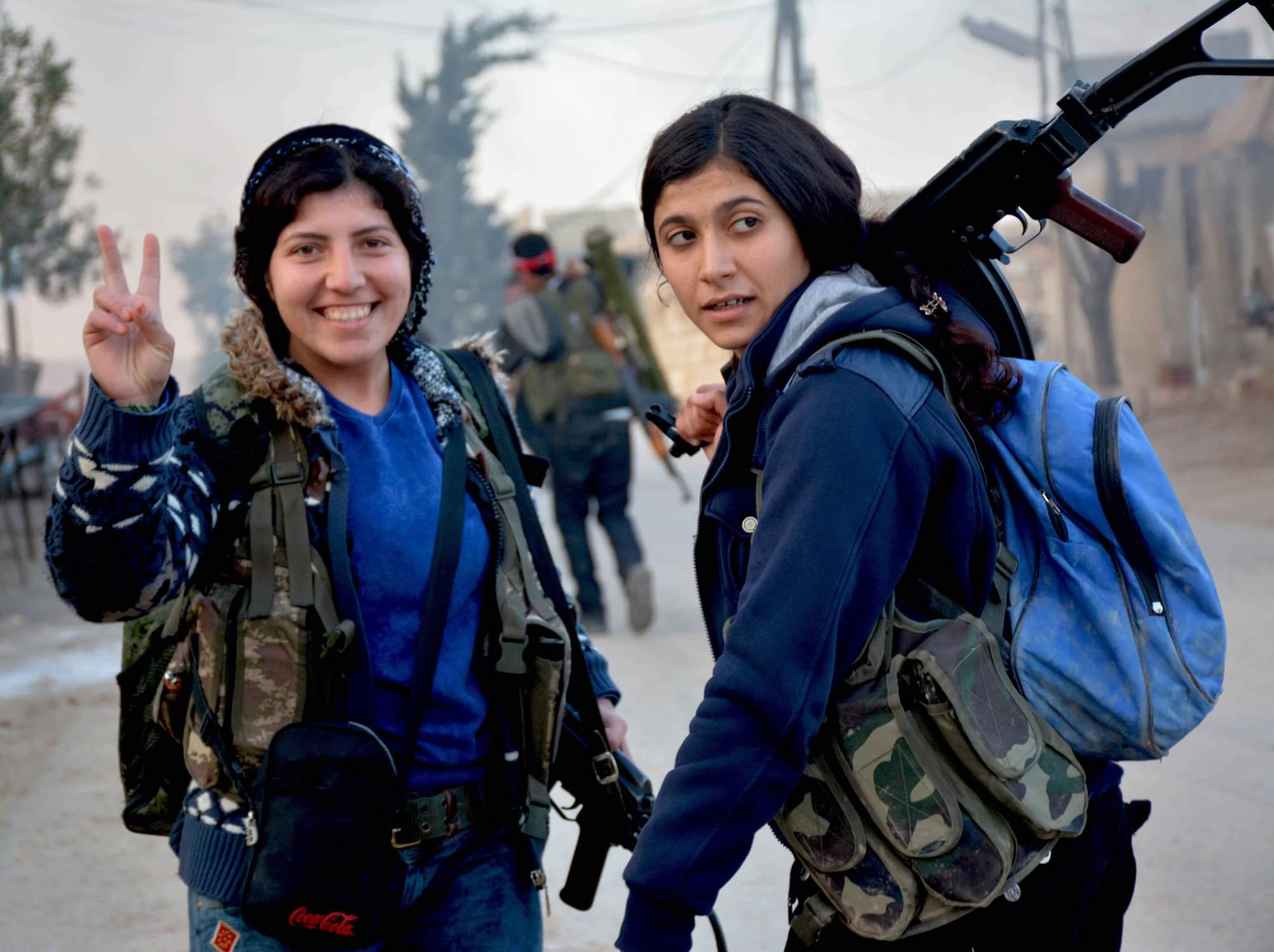
YPJ-militieleden in burgerkleding

De Vrouwelijke Volksbeschermingseenheden (Koerdisch: Yekîneyên Parastina Jinê, YPJ) zijn een gewapende links-radicale groep die opgericht werd in 2012 als de vrouwelijke brigade van de Volksbeschermingseenheden (YPG). De YPG en YPJ, die onder de paraplu van de Syrische Democratische Strijdkrachten vallen, zijn de gewapende vleugel(s) van de Democratische Uniepartij (PYD). Het had tussen de 7.000 en 10.000 vrijwillige strijders in 2014. In 2017 werd de grootte geschat op 24.000.

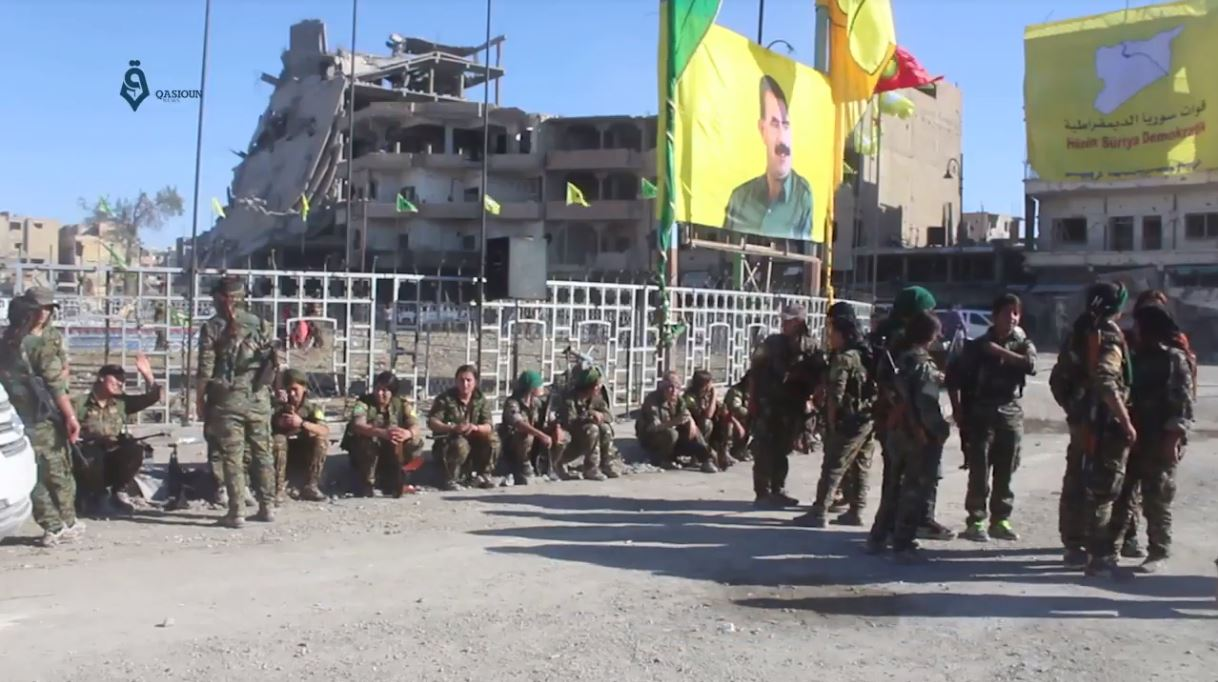
Op het Al-Naim-plein droeg YPJ-commandante Nesrin Abdullah de verovering van Raqqa op aan PKK-leider Abdullah Öcalan

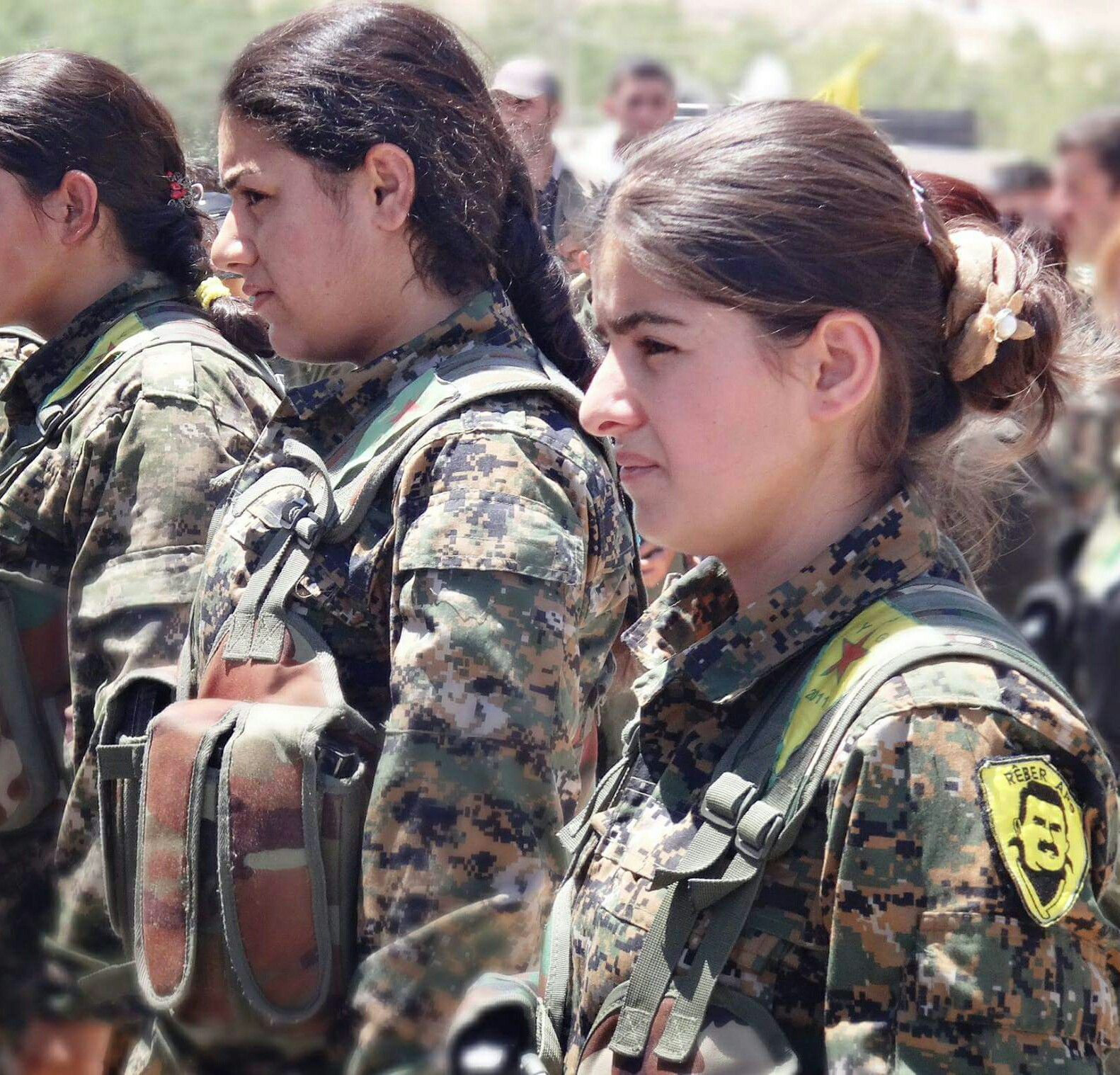
YPJ-militia met een badge van PKK-leider Abdullah Öcalan

De YPJ speelt een rol in de emancipatie van de Koerdische vrouwen. Soldates krijgen les in vrouwenrechten en worden aangemoedigd daarover na te denken en ervoor op te komen. Het islamitische denken, de tradities van de gemeenschap, dat bestrijden ze door de wapens op te pakken. De vrouwen zeggen hiermee de samenleving te veranderen. PKK-leider Abdullah Öcalan geldt als hun ideologisch leider.
De groep had een cruciale rol bij het redden van de duizenden Jezidi's die in augustus 2014 gevangenzaten op de berg Sinjar door toedoen van ISIS-terroristen. Human Rights Watch had tussen juni 2014 en juli 2015 een lijst met 59 kindsoldaten geconstateerd die ook gedwongen waren opgenomen in de geledingen van de YPJ en de YPG. In tien van de gevallen waren de kinderen jonger dan 15 jaar. Artikel 38 van de kinderrechten wordt hiermee geschonden. Dit is in strijd met internationaal humanitair recht en vormt een oorlogsmisdrijf.
Covoorzitter van de PYD Salih Muslim Muhammad vroeg onder andere Canada en de Verenigde Staten om zowel militaire als financiële hulp. In februari 2018 maakte het Pentagon bekend een budget van 550 miljoen dollar vrij te maken; 300 miljoen voor militaire training en materiaal en 250 miljoen voor een grensleger tussen Syrië en Turkije. De YPG/YPJ-militia krijgen per maand tussen de 200 en 400 dollar salaris, mogelijk gemaakt door Amerikaanse gelden.
Als antwoord op het door woordvoerder kolonel Ryan Dillon op 14 januari 2018 aangekondigde permanente grensleger van 30.000, gesteund door de Verenigde Staten geleide coalitie, zag het Turkse leger zich genoodzaakt een militaire operatie in te zetten. De belangrijkste reden was de bedreiging van de soevereiniteit van de Turkse staat, ook erkend door generaal buiten dienst en minister van Defensie James Mattis. Een van de YPJ-militia was de Britse anarchiste en feministe Anna Montgomery Campbell die stierf in Afrin in de strijd tegen NAVO-bondgenoot Turkije. Na de verovering van Afrin door de Turkse strijdkrachten en het Vrije Syrische Leger in het kader van Operatie Olijftak, heeft de SDF en de YPG en YPJ zich voorgenomen een guerrilla te zullen voeren teneinde het Turkse leger en hun bondgenoten te hinderen. Het 20-jarige YPJ-lid Zlukh Hamo, ook bekend onder de codenaam Avesta Khabur, pleegde op 27 januari 2018 een zelfmoordaanslag met een bomgordel teneinde een Turkse tank in Afrin te vernietigen. Een andere tactiek van militieleden is het dragen van burgerkleding om gecamoufleerd te zijn tegen artillerievuur van de Turkse strijdkrachten.